# ペータースベルク協定
ペータースベルク協定（Petersberger Abkommen）は、イギリス、フランス、アメリカの占領軍に対する西ドイツ政府の権利を拡大した国際条約である。
西ドイツが主権を獲得するための最初の大きな一歩とされる。1949年11月22日、西ドイツのコンラート・アデナウアー首相と連合国のブライアン・ヒューバート・ロバートソン高等弁務官（イギリス）、アンドレ・フランソワ＝ポンセ（フランス）、ジョン・J・マクロイ（アメリカ）によって調印された。ボン近郊のホテル・ペテルスベルクが高等弁務官事務所の所在地であり、調印の場所であった。この協定は占領規約の最初の修正であった。
- 西ドイツは準加盟国として欧州評議会への加盟を認められた。
- 西ドイツは、マーシャル・プランの援助に関して米国と二国間協定を結ぶことに同意した。
- 西ドイツは、ルール国際機構に代表団を派遣することに同意し、事実上ルール地区の国際的管理を受け入れることになった。
- 西ドイツは、いかなる武装勢力も持たない非武装状態を維持し、この点で占領当局の活動を支援することに同意した。
- 西ドイツは国際貿易に従事し、領事関係を結ぶことを許可された。
- 西ドイツは自由、寛容、人道主義の原則に従い、全体主義的な取り組みの復活を防ぐことに同意した。
- 西ドイツは、占領法令に従い、脱カルテル化のための法律を実施することに同意した。
- 西ドイツは、制限された能力を持つ外航船の建造を許可された。
- 工業解体計画は、解体リストから一部の工業工場を除外することで修正された。
- 西ドイツの戦争状態終結の要請は留意されたが、許可はされなかった。

https://www.hdg.de/lemo/kapitel/nachkriegsjahre